# Цово (Верона)
Цово је насеље у Италији у округу Верона, региону Венето.
Према процени из 2011. у насељу је живело 154 становника. Насеље се налази на надморској висини од 688 м.